# William Van Dijck
William Van Dijck (ur. 24 stycznia 1961 w Leuven) – belgijski lekkoatleta specjalizujący się w biegu na 3000 metrów z przeszkodami, trzykrotny uczestnik letnich igrzysk olimpijskich (Los Angeles 1984, Seul 1988, Barcelona 1992).

## Sukcesy sportowe
- dziewięciokrotny mistrz Belgii w biegu na 3000 metrów z przeszkodami – 1983, 1985, 1986, 1987, 1988, 1990, 1991, 1992, 1994
- mistrz Belgii w biegach przełajowych na długim dystansie – 1996[1]

| Rok  | Miasto    | Zawody               | Konkurencja                   | Wynik         |
| ---- | --------- | -------------------- | ----------------------------- | ------------- |
| 1986 | Stuttgart | mistrzostwa Europy   | bieg na 3000 m z przeszkodami | 5. miejsce    |
| 1987 | Rzym      | mistrzostwa świata   | bieg na 3000 m z przeszkodami | brązowy medal |
| 1988 | Seul      | igrzyska olimpijskie | bieg na 3000 m z przeszkodami | 5. miejsce    |
| 1990 | Split     | mistrzostwa Europy   | bieg na 3000 m z przeszkodami | 5. miejsce    |
| 1991 | Tokio     | mistrzostwa świata   | bieg na 3000 m z przeszkodami | 9. miejsce    |
| 1992 | Barcelona | igrzyska olimpijskie | bieg na 3000 m z przeszkodami | 9. miejsce    |
| 1992 | Hawana    | puchar świata        | bieg na 3000 m z przeszkodami | 2. miejsce    |
| 1994 | Helsinki  | mistrzostwa Europy   | bieg na 3000 m z przeszkodami | brązowy medal |

## Rekordy życiowe
- bieg na 1500 metrów – 3:41,20 – Hechtel 14/08/1985
- bieg na milę – 3:57,59 – Hechtel 14/08/1985
- bieg na 2000 metrów – 5:06,84 – Duffel 20/08/1989
- bieg na 3000 metrów – 7:45,40 – Tessenderlo 10/09/1988
- bieg na 5000 metrów – 13:23,40 – Oslo 27/05/1985
- bieg na 10 000 metrów – 28:56,75 – Lommel 24/04/1993
- bieg na 2000 metrów z przeszkodami – 5:22,24 – Hechtel 08/08/1987 (rekord Belgii)
- bieg na 3000 metrów z przeszkodami – 8:10,01 – Bruksela 05/09/1986 (rekord Belgii)